# Philipp Friedrich Theodor Meckel
Philipp Friedrich Theodor Meckel, född 30 april 1756 i Berlin, död 17 mars 1803 i Halle an der Saale, var en tysk läkare; son till Johann Friedrich Meckel den äldre; far till Johann Friedrich Meckel den yngre.
Meckel blev medicine doktor 1777 på avhandlingen De labyrinthi auris contentis, blev därefter prosektor i Strassburg och 1779 professor i anatomi, kirurgi och obstetrik i Halle an der Saale, en befattning som han behöll till sin död. I enlighet med hans testamentariska förordnande uppställdes hans skelett i det anatomiska museet i Halle an der Saale.